# 密斯米雪山

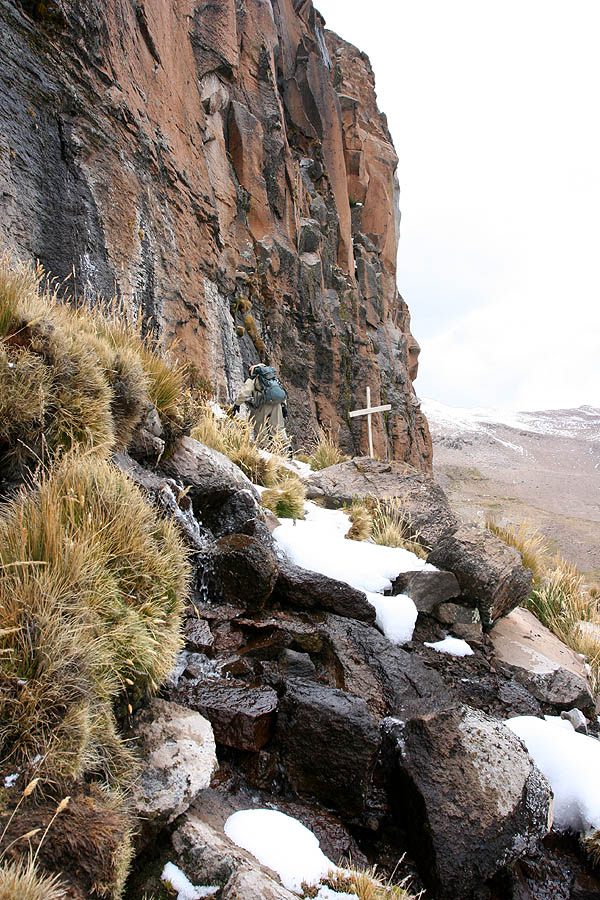
密斯米雪山

密斯米雪山（Nevado Mismi）位於秘魯阿雷基帕大區的的喀喀湖以西160公里，距離首都利馬700公里，這座層狀火山高5,597米（18,363英呎），其冰河在1996年、2001年和2007年被識別為亞馬遜河的源頭。

## 外部連結
- Landscapes of the Soul - photos and story of a solo hike to the Source of the Amazon via the continental divide.